# Michela Ramadori
Michela Ramadori (Roma, 15 marzo 1984) è una storica dell'arte italiana.

## Biografia
Nasce a Roma il 15 marzo del 1984. Dopo essersi laureata in storia dell’arte all’Università degli Studi di Roma "La Sapienza", si diploma alla Scuola di Specializzazione in beni storico artistici alla stessa Università. Durante la scuola di specializzazione svolge lo stage presso il CARM.
Successivamente consegue il dottorato di ricerca in “Strumenti e metodi per la storia dell’arte” nell’ambito del progetto sullo studio del display dei palazzi romani del Seicento e del Settecento, dell’Università degli Studi di Roma "La Sapienza" e del Getty Research Institute.
Dopo aver conseguito il master di II livello in “Management–promozione–innovazioni tecnologiche nella gestione dei beni culturali” all’Università degli Studi Roma Tre, si dedica alla docenza e alla didattica in ambito accademico. 
Insegna quindi Laboratorio di storia dell’arte  all’Università degli Studi Roma Tre ed è cultore della materia in Museologia e Critica artistica e del Restauro all’Università degli Studi di Roma "La Sapienza", dove è anche tutor per il Master di I livello in “Gestione per la valorizzazione del patrimonio culturale”. Al tempo stesso è accreditata all’Università degli Studi Roma Tre tra gli esperti in Museologia e Critica artistica e del Restauro per le attività didattiche e seminariali del Master biennale di II livello in economia e gestione dei beni culturali, Dipartimento di Economia Aziendale, e dei Master del Dipartimento di Studi Umanistici per i profili di “Esperto in catalogazione di reperti mobili e di opere d’arte in grado di tradurre le sue conoscenze in lineamenti utili all’organizzazione di archivi digitali”, di “Esperto di comprovata competenza e qualificata esperienza sulle tecnologie informatiche applicate al patrimonio culturale” ed “Esperto di comprovata competenza e qualificata esperienza, per l’innovazione informatica nel contesto dei beni culturali”. 
Collabora con il Bollettino Telematico dell’Arte (BTA), rivista scientifica riconosciuta ANVUR nelle Aree 8 e 10. Ha pubblicato monografie e articoli per i risultati delle sue ricerche relative alla museologia e alla storia dell’arte medievale, moderna e contemporanea. Membro dell’Archivio Paolo Salvati dal 2019, ne cura il catalogo generale delle opere.

## Campi di studi
Parte delle sue ricerche si sono sviluppate nell’ambito del progetto sullo studio del display (arredo-allestimento degli spazi interni) dei palazzi romani del Seicento e del Settecento, si è occupata di storia dell’arte abruzzese, con un taglio interdisciplinare, dedicandosi allo studio del contesto storico, dell’iconografia e dell’attribuzione di opere sacre. Ha poi rivolto la sua attenzione alle xilografie dell’Hypnerotomachia Poliphili (opera visuale e testuale pubblicata da Aldo Manuzio nel 1499), alle simbologie antiquariali del potere a Roma in età moderna; ad architettura e museologia liquida, informatica umanistica e robotica museale.

## Saggi e monografie
- Arte di frontiera: esprimere e rappresentare la disabilità. Una selezione di opere della Collezione Archivio Paolo Salvati e di altre raccolte, 2024, Editions of Italian Modern and Contemporary Art Archives. ISBN 978-88-947049-1-4.[7]
- I dipinti raffiguranti la Pietra blu di Paolo Salvati, Ut pictura Poesis, Editions of Italian Modern and Contemporary Art Archives, Roma, 2021. ISBN 978-88-946055-0-1.
- La produzione pittorica di Antonio Servillo. Un caso esemplare di risemantizzazione del Surrealismo al tempo della postmodernità. The pictorial production of Antonio Servillo. A case study on resemantization of Surrealism at the time of postmodernity, Editions of Italian Modern and Contemporary Art Archives, Roma, 2022. ISBN 978-88-946055-4-9.
- Il dipinto inedito delle Tre Marie nella chiesa di San Berardo a Colli di Monte Bove. Arte, Neoplatonismo umanistico e Tomismo domenicano al tempo della Controriforma, Pietrasecca di Carsoli, Associazione Culturale Lumen (onlus), 2020, ISBN 978-88-943410-3-4.
- La liquidità dell’informatica museale e delle arti contemporanee, in Bollettino Telematico dell’Arte (BTA), n. 874, 8 Agosto 2019 ISSN 1127-4883[8]
- L’arte per la società nell’era del consumismo, tra coscienza sociale ed ecologia. Contesto storico e percorso artistico di Mario Ramadori (1935-1998), Pietrasecca di Carsoli, Associazione Culturale Lumen (onlus), 2017, ISBN 978-88-909856-7-6.
- La Strage degli Innocenti. Un dipinto post-risorgimentale a Pietrasecca di Carsoli, Pietrasecca di Carsoli, Associazione Culturale Lumen (onlus), 2016, ISBN 978-88-909856-4-5.
- Il museo liquido: evoluzione storica, potenzialità, rischi, in Bollettino Telematico dell’Arte (BTA), n. 807, 2016.[9]
- L’Assunzione della Vergine della chiesa di Santa Maria Assunta a Poggio Cinolfo. Un dipinto inedito di Agostino Masucci, Giuseppe Bottani e Stefano Pozzi, Pietrasecca di Carsoli, Associazione Culturale Lumen (onlus), 2015, ISBN 978-88-909856-3-8.
- Antinoo Hermes del Belvedere: simbologia antiquariale del potere e Controriforma con papa Paolo III Farnese, in Bollettino Telematico dell’Arte (BTA), n. 788, 2015.[10]
- Leda partoriente, Presentazione delle uova e L’oracolo di Apollo: iconografia di due xilografie dell’Hypnerotomachia Poliphili, in Bollettino Telematico dell’Arte (BTA), n. 769, 2015.[11]
- Arte e confraternite a Carsoli, intorno alla chiesa di Santa Vittoria. Dipinti del ‘600 commissionati dalle confraternite laicali carseolane e dalla Misericordia dell’Ordine dei Cavalieri di Malta, Pietrasecca di Carsoli, Associazione Culturale Lumen (onlus), 2014, ISBN 978-88-909856-0-7.
- Iconografia francescana nella chiesa di Santa Maria delle Grazie a Pietrasecca di Carsoli. Dipinti di: seguaci dei Carracci, Giuseppe Guadagnoli, seguace di Francesco Solimena e Paolo De Matteis, bottega di Francesco Trevisani, Seguace dei Sarnelli e di Caspar David Friedrich, Pietrasecca di Carsoli, Associazione Culturale Lumen (onlus), 2012.
- Chiesa di S. Nicola a Colli di Monte Bove: dipinti del ‘500 nel ducato di Tagliacozzo, Pietrasecca di Carsoli, Associazione Culturale Lumen (onlus), 2010.
- L’Annunziata di Riofreddo: il contesto storico, gli affreschi, gli artisti, Pietrasecca di Carsoli, Associazione Culturale Lumen (onlus), 2009.